# Temporada 1984-85 de la NBA
La temporada 1984-85 de la NBA fue la trigésimonovena en la historia de la liga. La temporada finalizó con Los Angeles Lakers como campeones tras ganar a Boston Celtics por 4-2.

## Aspectos destacados
- El All-Star Game de la NBA de 1985 se disputó en el Hoosier Dome de Indianapolis, Indiana, con victoria del Oeste sobre el Este por 140-129. Ralph Sampson, de Houston Rockets, ganó el premio al MVP del partido.
- Michael Jordan se convirtió en el único rookie en la historia de la NBA en liderar a su equipo en cuatro apartados estadísticos (puntos, asistencias, rebotes y robos).
- Los Clippers se trasladaron de San Diego, California a Los Ángeles, California.
- Turner Broadcasting comenzó una relación con la NBA de más de 20 años de duración (y que continúa aún) cuando la TBS firmó un contrato de 2 años y 20 millones de dólares con la NBA.
- Los Kings jugaron su última temporada en Kansas City (Misuri), y se trasladaron a Sacramento, California al finalizar la campaña.
- Fue la temporada rookie de Michael Jordan, Hakeem Olajuwon, Charles Barkley y John Stockton.
- Debido al derrumbe del techo del Pontiac Silverdome, los Pistons tuvieron que disputar sus encuentros como local en el Joe Louis Arena hasta final de temporada y en playoffs.
- A la edad de 38, Kareem Abdul-Jabbar se convirtió en el jugador más veterano en ganar el MVP de las Finales.
- Las Finales adoptaron el formato 2-3-2 que se ulitizó hasta la temporada 2012/13. A partir de la 13/14 se utiliza el formato 2-2-1-1-1

## Clasificaciones

### Conferencia Este
| Equipo             | V  | D  | %V   | P  |
| ------------------ | -- | -- | ---- | -- |
| Boston Celtics     | 63 | 19 | .768 | -  |
| Philadelphia 76ers | 58 | 24 | .707 | 5  |
| New Jersey Nets    | 42 | 40 | .512 | 21 |
| Washington Bullets | 40 | 42 | .488 | 23 |
| New York Knicks    | 24 | 58 | .293 | 39 |

| Equipo              | V  | D  | %V   | P  |
| ------------------- | -- | -- | ---- | -- |
| Milwaukee Bucks     | 59 | 23 | .720 | -  |
| Detroit Pistons     | 46 | 36 | .561 | 13 |
| Chicago Bulls       | 38 | 44 | .463 | 21 |
| Cleveland Cavaliers | 36 | 46 | .439 | 23 |
| Atlanta Hawks       | 34 | 48 | .415 | 25 |
| Indiana Pacers      | 22 | 60 | .268 | 37 |

### Conferencia Oeste
| Equipo            | V  | D  | %V   | P  |
| ----------------- | -- | -- | ---- | -- |
| Denver Nuggets    | 52 | 30 | .634 | -  |
| Houston Rockets   | 48 | 34 | .585 | 4  |
| Dallas Mavericks  | 44 | 38 | .537 | 8  |
| San Antonio Spurs | 41 | 41 | .500 | 11 |
| Utah Jazz         | 41 | 41 | .500 | 11 |
| Kansas City Kings | 31 | 51 | .378 | 21 |

| Equipo                 | V  | D  | %V   | P  |
| ---------------------- | -- | -- | ---- | -- |
| Los Angeles Lakers C   | 62 | 20 | .756 | -  |
| Portland Trail Blazers | 42 | 40 | .512 | 20 |
| Phoenix Suns           | 36 | 46 | .439 | 26 |
| Los Angeles Clippers   | 31 | 51 | .378 | 31 |
| Seattle SuperSonics    | 31 | 51 | .378 | 31 |
| Golden State Warriors  | 22 | 60 | .268 | 40 |

* V: Victorias
* D: Derrotas
* %V: Porcentaje de victorias
* P: Partidos de diferencia respecto a la primera posición
* C: Campeón

## Playoffs
|  | Primera Ronda     | Primera Ronda | Primera Ronda |   |              | Semifinales de Conferencia | Semifinales de Conferencia | Semifinales de Conferencia |  |    | Finales de Conferencia | Finales de Conferencia | Finales de Conferencia |  |    | Finales NBA | Finales NBA | Finales NBA |
|  |                   |               |               |   |              |                            |                            |                            |  |    |                        |                        |                        |  |    |             |             |             |
|  | E1                | Boston*       | 3             |   |              |                            |                            |                            |  |    |                        |                        |                        |  |    |             |             |             |
|  | E8                | Cleveland     | 1             |   |              |                            |                            |                            |  |    |                        |                        |                        |  |    |             |             |             |
|  | E8                | Cleveland     | 1             |   | E1           | Boston*                    | 4                          |                            |  |    |                        |                        |                        |  |    |             |             |             |
|  |                   |               |               |   | E1           | Boston*                    | 4                          |                            |  |    |                        |                        |                        |  |    |             |             |             |
|  |                   | E4            | Detroit       | 2 |              |                            |                            |                            |  |    |                        |                        |                        |  |    |             |             |             |
|  | E4                | E4            | Detroit       | 2 | Detroit      | 3                          |                            |                            |  |    |                        |                        |                        |  |    |             |             |             |
|  | E4                |               |               |   | Detroit      | 3                          |                            |                            |  |    |                        |                        |                        |  |    |             |             |             |
|  | E5                | New Jersey    | 0             |   |              |                            |                            |                            |  |    |                        |                        |                        |  |    |             |             |             |
|  | E5                | New Jersey    | 0             |   |              |                            |                            |                            |  | E1 | Boston*                | 4                      |                        |  |    |             |             |             |
|  | Conferencia Oeste |               |               |   |              |                            |                            |                            |  | E1 | Boston*                | 4                      |                        |  |    |             |             |             |
|  |                   | E3            | Philadelphia  | 1 |              |                            |                            |                            |  |    |                        |                        |                        |  |    |             |             |             |
|  | E3                | E3            | Philadelphia  | 1 | Philadelphia | 3                          |                            |                            |  |    |                        |                        |                        |  |    |             |             |             |
|  | E3                |               |               |   | Philadelphia | 3                          |                            |                            |  |    |                        |                        |                        |  |    |             |             |             |
|  | E6                | Washington    | 1             |   |              |                            |                            |                            |  |    |                        |                        |                        |  |    |             |             |             |
|  | E6                | Washington    | 1             |   | E3           | Philadelphia               | 4                          |                            |  |    |                        |                        |                        |  |    |             |             |             |
|  |                   |               |               |   | E3           | Philadelphia               | 4                          |                            |  |    |                        |                        |                        |  |    |             |             |             |
|  |                   | E2            | Milwaukee*    | 0 |              |                            |                            |                            |  |    |                        |                        |                        |  |    |             |             |             |
|  | E2                | E2            | Milwaukee*    | 0 | Milwaukee*   | 3                          |                            |                            |  |    |                        |                        |                        |  |    |             |             |             |
|  | E2                |               |               |   | Milwaukee*   | 3                          |                            |                            |  |    |                        |                        |                        |  |    |             |             |             |
|  | E7                | Chicago       | 1             |   |              |                            |                            |                            |  |    |                        |                        |                        |  |    |             |             |             |
|  | E7                | Chicago       | 1             |   |              |                            |                            |                            |  |    |                        |                        |                        |  | E1 | Boston*     | 2           |             |
|  |                   |               |               |   |              |                            |                            |                            |  |    |                        |                        |                        |  | E1 | Boston*     | 2           |             |
|  |                   | W1            | LA Lakers*    | 4 |              |                            |                            |                            |  |    |                        |                        |                        |  |    |             |             |             |
|  | W1                | W1            | LA Lakers*    | 4 | LA Lakers*   | 3                          |                            |                            |  |    |                        |                        |                        |  |    |             |             |             |
|  | W1                |               |               |   | LA Lakers*   | 3                          |                            |                            |  |    |                        |                        |                        |  |    |             |             |             |
|  | W8                | Phoenix       | 0             |   |              |                            |                            |                            |  |    |                        |                        |                        |  |    |             |             |             |
|  | W8                | Phoenix       | 0             |   | W1           | LA Lakers*                 | 4                          |                            |  |    |                        |                        |                        |  |    |             |             |             |
|  |                   |               |               |   | W1           | LA Lakers*                 | 4                          |                            |  |    |                        |                        |                        |  |    |             |             |             |
|  |                   | W5            | Portland      | 1 |              |                            |                            |                            |  |    |                        |                        |                        |  |    |             |             |             |
|  | W4                | W5            | Portland      | 1 | Dallas       | 1                          |                            |                            |  |    |                        |                        |                        |  |    |             |             |             |
|  | W4                |               |               |   | Dallas       | 1                          |                            |                            |  |    |                        |                        |                        |  |    |             |             |             |
|  | W5                | Portland      | 3             |   |              |                            |                            |                            |  |    |                        |                        |                        |  |    |             |             |             |
|  | W5                | Portland      | 3             |   |              |                            |                            |                            |  | W1 | LA Lakers*             | 4                      |                        |  |    |             |             |             |
|  | Conferencia Este  |               |               |   |              |                            |                            |                            |  | W1 | LA Lakers*             | 4                      |                        |  |    |             |             |             |
|  |                   | W2            | Denver*       | 1 |              |                            |                            |                            |  |    |                        |                        |                        |  |    |             |             |             |
|  | W3                | W2            | Denver*       | 1 | Houston      | 2                          |                            |                            |  |    |                        |                        |                        |  |    |             |             |             |
|  | W3                |               |               |   | Houston      | 2                          |                            |                            |  |    |                        |                        |                        |  |    |             |             |             |
|  | W6                | Utah          | 3             |   |              |                            |                            |                            |  |    |                        |                        |                        |  |    |             |             |             |
|  | W6                | Utah          | 3             |   | W6           | Utah                       | 1                          |                            |  |    |                        |                        |                        |  |    |             |             |             |
|  |                   |               |               |   | W6           | Utah                       | 1                          |                            |  |    |                        |                        |                        |  |    |             |             |             |
|  |                   | W2            | Denver*       | 4 |              |                            |                            |                            |  |    |                        |                        |                        |  |    |             |             |             |
|  | W2                | W2            | Denver*       | 4 | Denver*      | 3                          |                            |                            |  |    |                        |                        |                        |  |    |             |             |             |
|  | W2                |               |               |   | Denver*      | 3                          |                            |                            |  |    |                        |                        |                        |  |    |             |             |             |
|  | W7                | San Antonio   | 2             |   |              |                            |                            |                            |  |    |                        |                        |                        |  |    |             |             |             |

## Estadísticas
| Categoría                    | Jugador                | Equipo               | Estadísticas |
| ---------------------------- | ---------------------- | -------------------- | ------------ |
| Puntos por partido           | Bernard King           | New York Knicks      | 32.9         |
| Rebotes por partido          | Moses Malone           | Atlanta Hawks        | 13.1         |
| Asistencias por partido      | Isiah Thomas           | Detroit Pistons      | 13.9         |
| Robos por partido            | Micheal Ray Richardson | New Jersey Nets      | 3.0          |
| Tapones por partido          | Mark Eaton             | Utah Jazz            | 5.6          |
| Porcentaje de tiros de campo | James Donaldson        | Los Angeles Clippers | 63.7         |
| Porcentaje de tiros libres   | Kyle Macy              | Phoenix Suns         | 90.7         |
| Porcentaje de tiros de tres  | Byron Scott            | Los Angeles Lakers   | 43.3         |

## Premios
- MVP de la Temporada
  -  Larry Bird (Boston Celtics)
- Rookie del Año
  -  Michael Jordan (Chicago Bulls)
- Mejor Defensor
  -  Mark Eaton (Utah Jazz)
- Mejor Sexto Hombre
  -  Kevin McHale (Boston Celtics)
- Entrenador del Año
  -  Don Nelson (Milwaukee Bucks)

| - Mejor Quinteto de la Temporada - Larry Bird, Boston Celtics - Bernard King, New York Knicks - Moses Malone, Philadelphia 76ers - Isiah Thomas, Detroit Pistons - Magic Johnson, Los Angeles Lakers | - 2.º Mejor Quinteto de la Temporada - Terry Cummings, Milwaukee Bucks - Ralph Sampson, Houston Rockets - Kareem Abdul-Jabbar, Los Angeles Lakers - Michael Jordan, Chicago Bulls - Sidney Moncrief, Milwaukee Bucks |

| - Mejor Quinteto Defensivo - Michael Cooper, Los Angeles Lakers - Mark Eaton, Utah Jazz - Paul Pressey, Milwaukee Bucks - Maurice Cheeks, Philadelphia 76ers - Sidney Moncrief, Milwaukee Bucks | - 2.º Mejor Quinteto Defensivo - Bobby Jones, Philadelphia 76ers - Danny Vranes, Seattle SuperSonics - Hakeem Olajuwon, Houston Rockets - Dennis Johnson, Boston Celtics - T. R. Dunn, Denver Nuggets |

- Mejor Quinteto de Rookies
  - Charles Barkley, Philadelphia 76ers
  - Sam Perkins, Dallas Mavericks
  - Hakeem Olajuwon, Houston Rockets
  - Sam Bowie, Portland Trail Blazers
  - Michael Jordan, Chicago Bulls

| Semana                            | Jugador                                  |
| --------------------------------- | ---------------------------------------- |
| 26 de octubre al 4 de noviembre   | Larry Nance (Phoenix Suns)               |
| 5 al 11 de noviembre              | Alex English (Denver Nuggets)            |
| 12 al 18 de noviembre             | Moses Malone (Philadelphia 76ers)        |
| 19 al 25 de noviembre             | Bernard King (New York Knicks)           |
| 26 de noviembre al 2 de diciembre | Jack Sikma (Seattle SuperSonics)         |
| 3 al 9 de diciembre               | Orlando Woolridge (Chicago Bulls)        |
| 10 al 16 de diciembre             | Derek Smith (Los Angeles Clippers)       |
| 17 al 23 de diciembre             | Terry Cummings (Milwaukee Bucks)         |
| 25 al 30 de diciembre             | Micheal Ray Richardson (New Jersey Nets) |
| 1 al 6 de enero                   | Isiah Thomas (Detroit Pistons)           |
| 7 al 13 de enero                  | World B. Free (Cleveland Cavaliers)      |
| 14 al 20 de enero                 | Michael Jordan (Chicago Bulls)           |
| 21 al 27 de enero                 | Tom McMillen (Washington Bullets)        |
| 28 de enero al 3 de febrero       | Dominique Wilkins (Atlanta Hawks)        |
| 4 al 17 de febrero                | Magic Johnson (Los Angeles Lakers)       |
| 18 al 24 de febrero               | Mark Aguirre (Dallas Mavericks)          |
| 25 de febrero al 3 de marzo       | Sleepy Floyd (Golden State Warriors)     |
| 4 al 10 de marzo                  | Darrell Griffith (Utah Jazz)             |
| 11 al 17 de marzo                 | Larry Bird (Boston Celtics)              |
| 18 al 28 de marzo                 | Kareem Abdul-Jabbar (Los Angeles Lakers) |
| 25 al 31 de marzo                 | Calvin Natt (Denver Nuggets)             |
| 1 al 7 de abril                   | Derek Smith (Los Angeles Clippers)       |
| 8 al 14 de abril                  | Micheal Ray Richardson (New Jersey Nets) |

| Mes       | Jugador                            |
| --------- | ---------------------------------- |
| Noviembre | Alex English (Denver Nuggets)      |
| Diciembre | Larry Bird (Boston Celtics)        |
| Enero     | Terry Cummings (Milwaukee Bucks)   |
| Febrero   | Magic Johnson (Los Angeles Lakers) |
| Marzo     | Larry Bird (Boston Celtics)        |

| Mes            | Jugador                          |
| -------------- | -------------------------------- |
| Noviembre      | Michael Jordan (Chicago Bulls)   |
| Diciembre      | Akeem Olajuwon (Houston Rockets) |
| Enero          | Michael Jordan (Chicago Bulls)   |
| Febrero        | Akeem Olajuwon (Houston Rockets) |
| Marzo (empate) | Michael Jordan (Chicago Bulls)   |
| Marzo (empate) | Akeem Olajuwon (Houston Rockets) |

| Mes       | Entrenador                        |
| --------- | --------------------------------- |
| Noviembre | Doug Moe (Denver Nuggets)         |
| Diciembre | Don Nelson (Milwaukee Bucks)      |
| Enero     | Chuck Daly (Detroit Pistons)      |
| Febrero   | George Karl (Cleveland Cavaliers) |
| Marzo     | Pat Riley (Los Angeles Lakers)    |